# مارك وينترس
مارك وينترس (بالإنجليزية: Mark Winters) مواليد 29 ديسمبر 1971 في مقاطعة أنترم، أيرلندا الشمالية، هو ملاكم محترف بريطاني يصنف ضمن فئة وزن خفيف الوسط.

## إحصائيات
خاض خلال مسيرته 25 نزالا، فاز في 18 وتعادل في 2 وخسر في 5. فاز بالضربة القاضية في 5 نزالات.

## روابط خارجية
- مارك وينترس على موقع بوكس ريك (الإنجليزية) (registration required)
- مارك وينترس على موقع اتحاد ألعاب الكومنولث (مؤرشف) (الإنجليزية)